# Varga János (kanonok)
Varga János (Szakony (Sopron vármegye), 1851. június 8. – Győr, 1911. március 22.) apát-kanonok, a győri nagyobb papnevelő-intézet aligazgatója.

## Élete
1876. július 11-én miséspappá szenteltetett fel; később felsőszakonyi plébános lett, majd győri kanonok, 1906-ban ráhonyi címzetes apát és zsinati vizsgáló.
Írt az Oedenburger Zeitungba (az 1880-as évek elején: Der Oedenburger Dom), magyarul a Sopronba, a Népiskolai Lapokba, a Magyar Koronába; a Győri Közlönybe több vezércikket és tanulmányt, a Religióba (Lateau Luiza halála, Válasz egy plébános kételyeire).

## Munkája
- Sopron vármegyében Ságon mondatott prédikátzió midőn... Festetics Pál gróf özvegyének szül. Bosányi Juliána grófnénak... ájtatosságából újonan felépült ott lévő templom felszentelésének esztendőnként előforduló napját... megüllötték. Pest, év n.

Szerkesztette: A magyarországi papi imaegyesület Értesítőjét 1887-től 1893-ig Győrben és a Borromaeus c. katolikus hitszónoklati havi folyóiratot 1890 decembertől 1894-ig szintén Győrött (ezen folyóiratban húsznál több egyházi beszéde jelent meg).